# 卡托利卡埃拉克莱阿
卡托利卡埃拉克莱阿（義大利語：Cattolica Eraclea），是意大利西西里大区阿格里真托省的一个市镇。总面积62.15平方公里，人口4090人，人口密度65.8人/平方公里（2009年）。ISTAT代码为084014。